# المساء (جريدة مصرية)
جريدة المساء هي جريدة قومية وتعتبر أول جريدة مسائية مصرية، تتبع مؤسسة التحرير للطباعة والنشر. يقع مقرها الرئيسي في شارع رمسيس بمدينة القاهرة بجمهورية مصر العربية

## كتابها
من كتابها:
- الشاعر الشعبي بيرم التونسى
- الشاعر فؤاد حداد
- الكاتب محمد فودة تولى رئيس تحرير الجريدة
- الكاتب محمد جبريل
- الكاتب فخرى فايد
- الكاتب سمير رجب تولى رئيس تحرير الجريدة ثم رئيس مجلس إدارة مؤسسة التحرير
- الكاتب محسن محمد تولى رئيس تحرير جريدة الجمهورية المصرية ورئيس مجلس إدارة مؤسسة التحرير
- الكاتب محمد جاد هزاع تولى نائب رئيس تحرير ورئيس قسم الشئون الدولية والتحليلات السياسية بالجريدة